# Raphidia ophiopsis
Raphidia ophiopsis là một loài côn trùng trong họ Raphidiidae thuộc bộ Raphidioptera. Loài này được Linnaeus miêu tả năm 1758.

## Hình ảnh

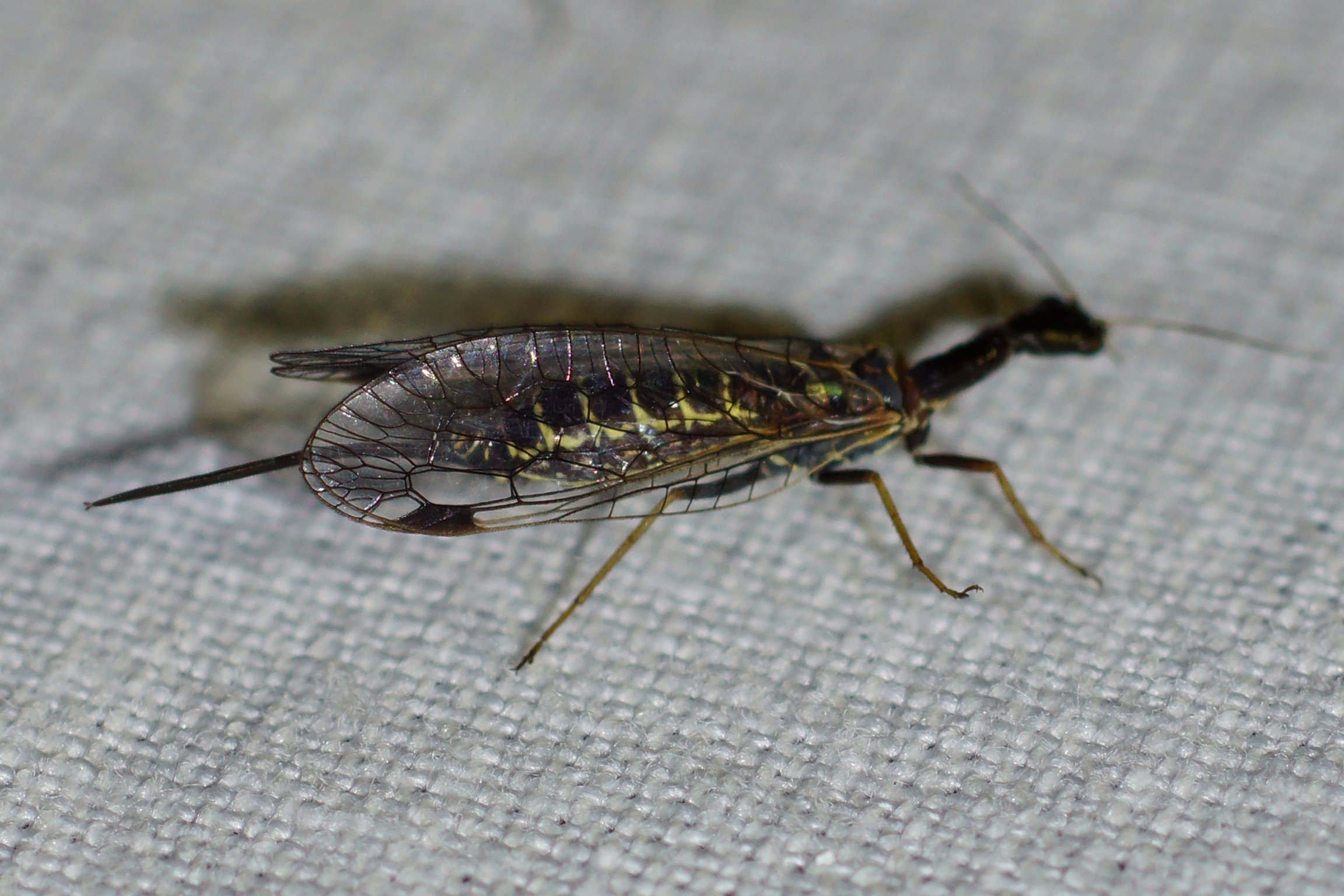
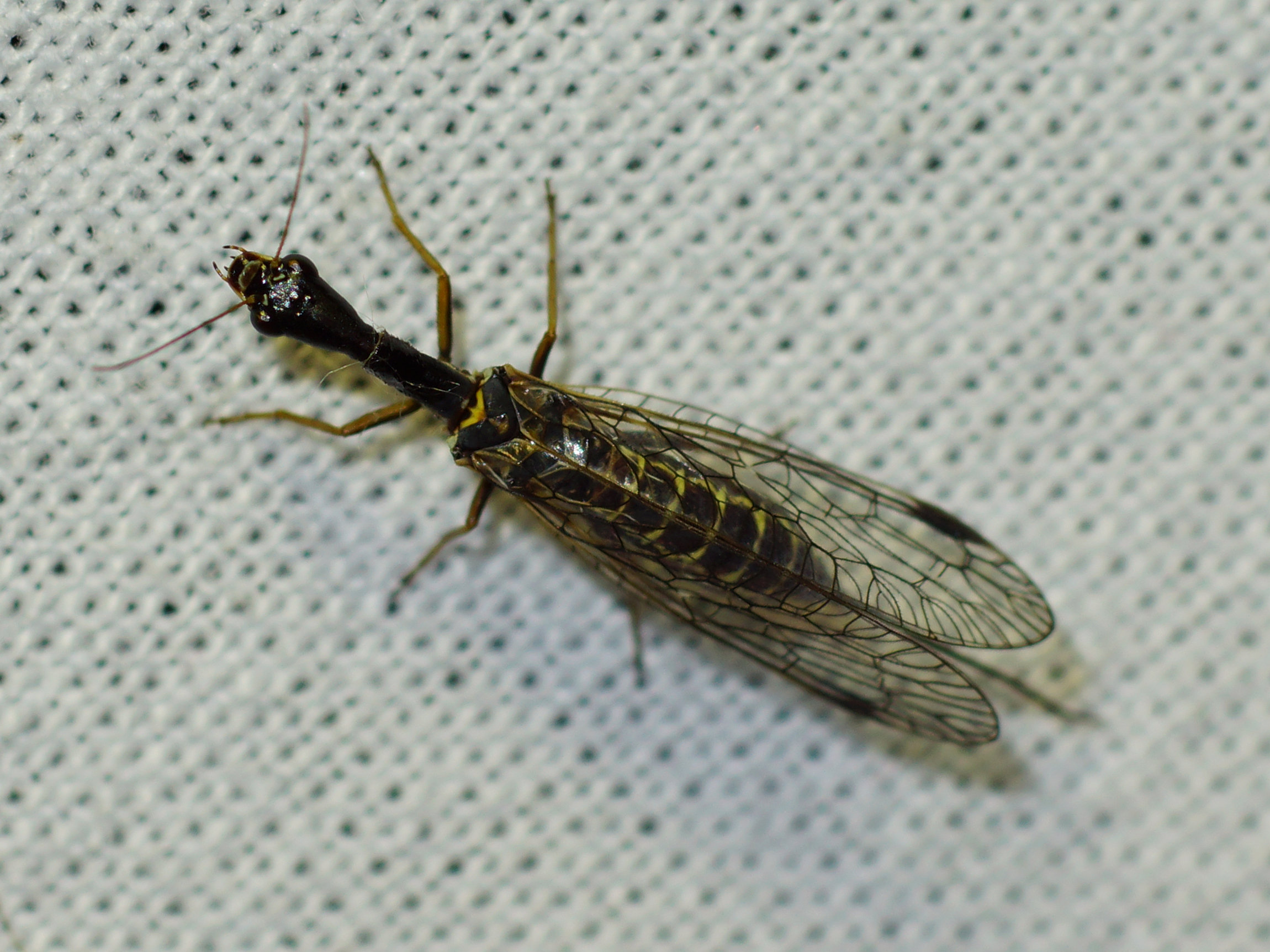
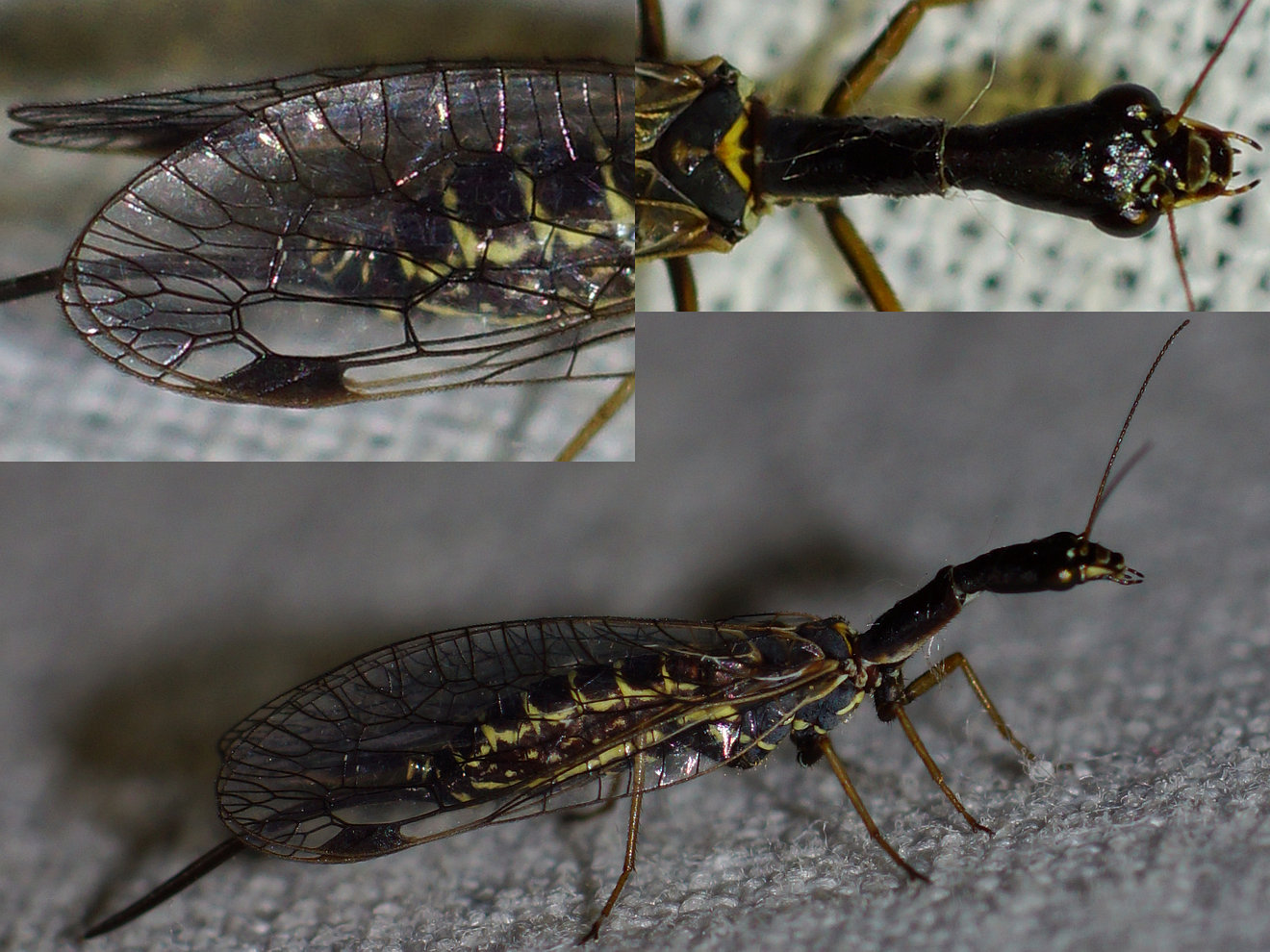
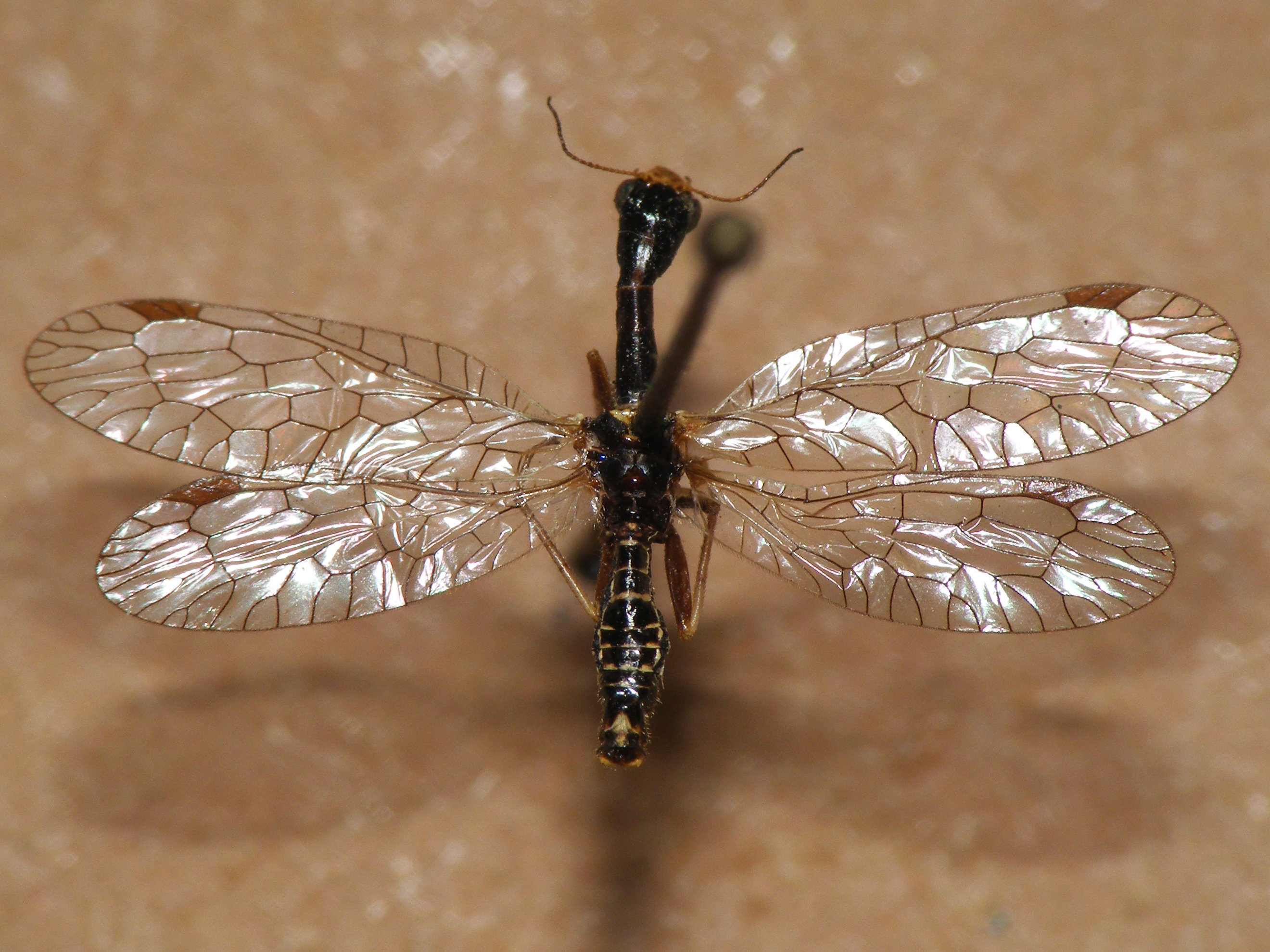